# Мансореш
Мансореш (порт. Mansores)  —  район (фрегезия) в Португалии,  входит в округ Авейру. Является составной частью муниципалитета  Арока. Находится в составе крупной городской агломерации Большой Порту. По старому административному делению входил в провинцию Дору-Литорал. Входит в экономико-статистический  субрегион Энтре-Доуру-и-Воуга, который входит в Северный регион. Население составляет 1155 человек. Занимает площадь 15,12 км².
Покровителем района считается Святая Кристина (порт. Santa Cristina). 